# Masterpiece (альбом)
Masterpiece — дебютный студийный альбом американской группы Big Thief, выпущенный на лейбле Saddle Creek Records 27 мая 2016 года. Выход альбома сопровождался тремя синглами: «Masterpiece», «Real Love» и «Paul»

## Запись
Masterpiece был записан с 1 по 12 июля 2015 года на озере Шамплейн в Эссексе, штат Нью-Йорк.

## Обложка
На обложке альбома изображена мать Адрианны Ленкер в детстве, играющая с игрушечным динозавром.

## Отзывы критиков
| Совокупная оценка | Совокупная оценка |
| Источник          | Оценка            |
| ----------------- | ----------------- |
| AnyDecentMusic?   | 7.7/10            |
| Metacritic        | 79/100            |
| Оценки критиков   |                   |
| Источник          | Оценка            |
| AllMusic          | [ 11 ]            |
| Clash             | 7/10              |
| DIY               | [ 13 ]            |
| Exclaim!          | 8/10              |
| The Irish Times   | [ 15 ]            |
| Mojo              | [ 16 ]            |
| Paste             | 8.2/10            |
| Pitchfork         | 7.7/10            |
| PopMatters        | 8/10              |
| Rolling Stone     | [ 1 ]             |
| Spin              | 7/10              |
| Sputnikmusic      | 3.8/5             |
| Uncut             | 7/10              |

Masterpiece получил положительные отзывы критиков. На Metacritic, который присваивает рецензиям музыкальных критиков нормализованный рейтинг из 100, альбом получил средний балл 79, что указывает на «преимущественно положительные отзывы», на основе 14 рецензий.
В AllMusic отметилии, что «Big Thief представили достаточно амбициозный дебют тревожного инди-рока, который трудится над самоанализом и такими темами, как потенциальная жестокость любви. В ритмическом плане альбом представляет собой сбалансированную смесь энергичных грувов и меланхоличных изысканий, а в художественном плане он показывает, что автор песен процветает как часть группы из четырех человек».
Джилл Мэйпс из Pitchfork дала альбому оценку в 7,7 баллов из 10, прокомментировав что «По сравнению с ее работами до Big Thief — где она иногда звучит тише, слаще и немного более звонко — Ленкер поет здесь более весомо, благодаря великолепному звуку, который издает группа, играя позади нее». Джон Долан из Rolling Stone отметил что «Более мягкие и акустические песни напоминают о формирующем фолк-прошлом Ленкер. Но она нашла подходящую группу в лице Big Thief».
В рецензии Sputnikmusic было отмечено, что «Благодаря грубому лиризму и невероятно сильному чувству мелодии, Masterpiece содержит почти все, что можно ожидать от дебютного альбома. Расплывчатые, но твердые мелодии создают атмосферу гораздо более старой группы, что только поднимает планку ожиданий от следующей работы группы». Сэм Уокер-Смарт из журнала Clash написал: «Проще говоря, дебют Big Thief — очень приятный сюрприз; богатое сокровище историй и соблазнения. Будучи людьми, мы любим истории, и, к счастью, в этом сборнике из двенадцати песен их полно, каждая песня — это маленький мир, который хочется исследовать».

## Список композиций
Автор текстов всех композиций — Адрианна Ленкер
| №                   | Название            | Длительность |
| ------------------- | ------------------- | ------------ |
| 1.                  | «Little Arrow»      | 1:58         |
| 2.                  | «Masterpiece»       | 3:51         |
| 3.                  | «Vegas»             | 2:19         |
| 4.                  | «Real Love»         | 4:17         |
| 5.                  | «Interstate»        | 3:24         |
| 6.                  | «Lorraine»          | 1:53         |
| 7.                  | «Paul»              | 3:04         |
| 8.                  | «Humans»            | 3:23         |
| 9.                  | «Velvet Ring»       | 2:36         |
| 10.                 | «Animals»           | 2:59         |
| 11.                 | «Randy»             | 3:09         |
| 12.                 | «Parallels»         | 4:23         |
| Общая длительность: | Общая длительность: | 37:16        |

## Участники записи
Информация адаптирована из буклета альбома.
- Адрианна Ленкер — гитара, вокал
- Бак Мик[англ.] — соло-гитара, вокал
- Макс Олеарчик — бас-гитара
- Джейсон Бюргер — ударные
- Эндрю Сарло — продюсирование, сведение, фотографии внутренней панели
- Джеймс Кривченя — инжиниринг, дополнительное продюсирование
- Сара Регистр — мастеринг
- Джейдон Ульрих — дизайн альбома
- Маттео Спаккарелли — «I like a truck»